# Египетский треугольник

Египетский треугольник — верёвка с 12 узелками, завязанными через равные расстояния, позволяла строить точный прямой угол

Египетский треугольник — прямоугольный треугольник с соотношением сторон 3:4:5.

## Свойства
- По теореме, обратной теореме Пифагора, египетский треугольник прямоуголен. Его стороны образуют наипростейшую пифагорову тройку: 32+42=52.
- Египетский треугольник является простейшим (и первым известным) из героновых треугольников — треугольников с целочисленными сторонами и площадями.
- Радиус вписанной в треугольник окружности равен единице.
- Площадь треугольника равна 6 единицам.
- Углы египетского треугольника:
  - Угол напротив стороны 3 равен arcsin(3/5) ≈ 36,87°.
  - Угол напротив стороны 4 равен arcsin(4/5) ≈ 53,13°.
  - Угол напротив стороны 5 равен 90° ровно.

## История
Название треугольнику с таким отношением сторон дали эллины: в VII—V веках до нашей эры древнегреческие философы и математики совершали путешествия в Египет. Так, например, Пифагор в 535 году до нашей эры по настоянию Фалеса для изучения астрономии и математики отправился в Египет — и, судя по всему, именно решение задачи по удвоению площади квадрата с помощью построения на его диагонали большего квадрата привело Пифагора к доказательству знаменитой теоремы. Второй квадрат содержит четыре «половинки» первого, следовательно, его площадь вдвое больше. Эта задача легла в основу характерного для античного искусства способа пропорционирования. Такой способ гармонизации пропорций описал древнегреческий философ Платон (ок. 427—347 гг. до н. э.).
Такой же приём, если верить Плинию Старшему (23—79 гг. н. э.) и Марку Теренцию Варрону (116—27 гг. до н. э.), использовал знаменитый древнегреческий скульптор Поликлет из Аргоса в сочинении «Канон» (сочинение не сохранилось).

## Египетский треугольник в истории архитектуры
Древнегреческие архитекторы называли строителей египетских пирамид «гарпедонавтами» («натягивателями верёвок» от др.-греч. αρπεδονη — аркан, петля), поскольку они использовали для построения исходной фигуры — прямоугольного треугольника — мерные шнуры. Простейший способ разбивки плана будущего сооружения на земле сводится к построению прямого угла, от которого зависит проецирование центра тяжести будущего сооружения на середину основания — первое условие прочности и надёжности постройки. Древние зодчие решали эту задачу гениально просто. Они брали мерный шнур — верёвку, разделённую узлами на двенадцать равных частей, соединяли её концы (двенадцатый и нулевой узел) и, растягивая на земле, забивали колышки в землю на третьем, седьмом и двенадцатом делениях. При этом получался треугольник с отношениями сторон 3 : 4 : 5 и он при любых размерах будет прямоугольным. Получив прямой угол без всяких вычислений, строители могли его увеличивать до нужных размеров, переносить в вертикальную плоскость. Благодаря своим универсальным свойствам такой треугольник в истории архитектуры получил название: «египетский священный треугольник». Одна из гигантских пирамид в Гизе — пирамида Хефрена — представляет собой в поперечном сечении два «священных треугольника», а отношение высоты к стороне квадратного основания составляет 2:3 (143,5 : 215,25 м). За долгое время эти размеры несколько уменьшились (136,4 : 210,5 м).
Числа треугольника: 3, 4, 5, их сумма 12, а также 7, сумма 3 и 4, — постоянно встречаются в природе и также почитались священными. Согласно религиозным представлениям, универсальная геометрия египетского треугольника олицетворяла Великую триаду богов: Исида и Осирис (два катета) и их сын Гор (гипотенуза). «Бытие и небытие сопоставляются с Исидой и Осирисом, а диагональ с Гором-Соколом» (егип. ḥr — «высота», «небо»).
Историк и математик Ван дер Варден ставил факт использования египетского треугольника под сомнение, однако более поздние исследования его подтвердили.
Египетский треугольник применяли и в архитектуре средних веков. Построение треугольника легло в основу средневекового принципа триангуляции (в отличие от квадратуры) при пропорционировании больших кафедральных соборов, причём не только планов и фасадов, но также трифолиев — «трилистников» и иных элементов декора, переплётов окон, резной готический мебели и орнамента типа масверк.